# Vallée de la Tounka
 (mars 2023).
Si vous disposez d'ouvrages ou d'articles de référence ou si vous connaissez des sites web de qualité traitant du thème abordé ici, merci de compléter l'article en donnant les références utiles à sa vérifiabilité et en les liant à la section « Notes et références ».

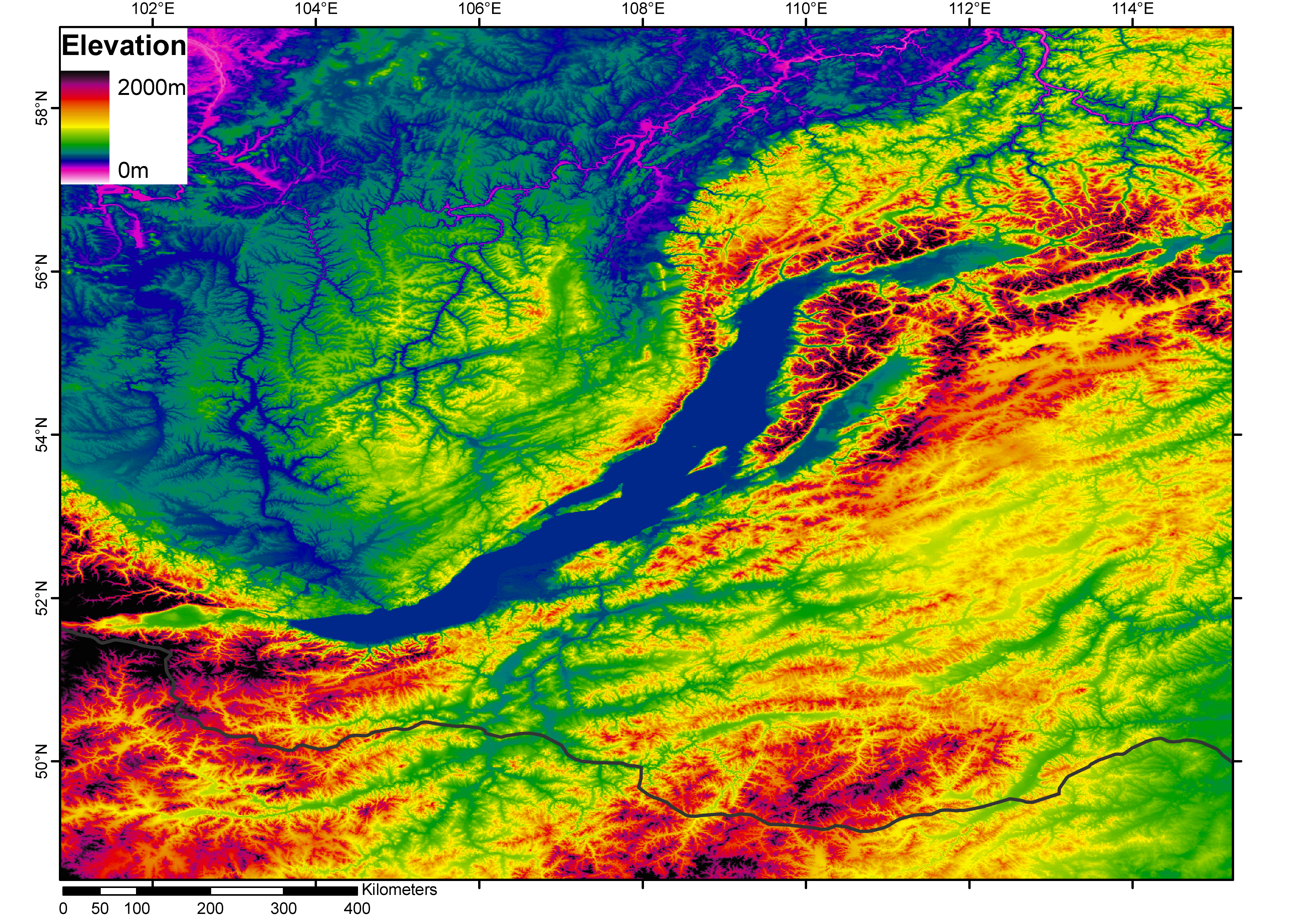
Modèle numérique de terrain du lac Baïkal et des régions avoisinantes. La dépression de Tounka apparait en vert dans le secteur inférieur gauche de la carte en prolongement sud-ouest du lac Baïkal. La ligne noire est-ouest est la frontière Russie-Mongolie.

La vallée de la Tounka (ou dépression ou bassin de Tounka) est une dépression russe de direction est–ouest, d’environ 150 km de long sur 30 de large, située dans l'ouest de la Bouriatie, au sud de la Sibérie orientale, non loin de la frontière mongole.

## Géographie
La dépression de Tounka se trouve entre le rift du lac Khövsgöl à l'ouest, le rift Baïkal à l'est. Au nord se trouve la chaîne des monts Saïan, en contact avec la plateforme sibérienne, tandis qu'au sud s'étendent d'est en ouest les monts Khamar-Daban. La partie orientale des monts Saïan qui borde au nord la dépression de Tounka porte le nom de monts de Tounka. Une partie du territoire de la dépression appartient au parc national de Tounka.   
La dépression de Tounka est contemporaine de la formation du lac Baïkal. Sa surface se situe à une altitude moyenne allant de 1 200 mètres dans la zone ouest, à 600 mètres dans la partie est. Elle est drainée par la rivière Irkout, qui coule d'ouest en est. Elle fut jadis bien plus profonde, mais a été progressivement comblée par d'énormes quantités de sédiments. Ce remplissage sédimentaire, d'origine lacustre et alluviale, est d’âge oligocène à quaternaire. L’épaisseur de ce remplissage est de 1 000 mètres en moyenne et peut atteindre 2 500 mètres dans la partie centrale du bassin. 
La dépression de Tounka est limitée, au nord, par la faille nord-Tounka, faille toujours active d'environ 200 km de long. Cette faille se prolonge vers l'ouest par la faille de Mondy et rejoint vers l’est la faille de Saïan, au niveau de la terminaison sud-ouest du lac Baïkal. La faille nord-Tounka se voit clairement dans la topographie de la région par un dénivelé brusque de 2 000 mètres entre les sommets de la chaîne Tounkinski (culminant à plus de 3 000 mètres d’altitude), et la surface du bassin, d'une altitude moyenne d'environ 1 000 mètres. Depuis l'oligocène, le déplacement vertical sur la faille nord-Tounka atteint pas moins de 5 000 mètres, mais une grande partie de ce décrochage est masquée par les sédiments qui ont progressivement comblé la dépression. 
L'activité de la faille sud-Tounka apparait beaucoup moins clairement. Le contact entre la dépression et les monts Khamar–Daban n'est pas très marqué.